# Empire Burlesque
Empire Burlesque är ett musikalbum av Bob Dylan släppt i juni 1985. "Tight Connection to My Heart", "When The Night Comes Falling From The Sky", och "Emotionally Yours" släpptes som singlar från albumet, och till låtarna spelade man också in musikvideor som visades på MTV. Den först nämnda låten blev en mindre singelhit.
På sin tid emottogs albumet från försiktigt positiva till mer negativa reaktioner. Robert Christgau skrev exempelvis att det var hans bästa LP sedan Blood on the Tracks, men tillade: "jag önskar att det vore en större komplimang". En orsak till detta kan ha varit att Dylan, som själv producerade albumet, i sann 1980-talsanda lagt till synthar. På albumet medverkar flera musiker från Tom Pettys Heartbreakers, bland andra gitarristen Mike Campbell. Även Rolling Stones-gitarristerna Mick Taylor och Ronnie Wood medverkar på ett spår var.

## Låtlista
Låtarna skrivna av Bob Dylan.
1. "Tight Connection to My Heart (Has Anybody Seen My Love)" - 5:21
2. "Seeing the Real You at Last" - 4:21
3. "I'll Remember You" - 4:14
4. "Clean-Cut Kid" - 4:16
5. "Never Gonna Be the Same Again" - 3:10
6. "Trust Yourself" - 3:28
7. "Emotionally Yours" - 4:30
8. "When the Night Comes Falling From the Sky" - 7:29
9. "Something's Burning, Baby" - 4:54
10. "Dark Eyes" - 5:08

## Listplaceringar
- Billboard 200, USA: #33[2]
- UK Albums Chart, Storbritannien: #11[3]
- RPM, Kanada: #21[4]
- Tyskland: #27
- Nederländerna: #14[5]
- VG-lista, Norge: #7[6]
- Topplistan, Sverige: #5[7]